# Nebrioporus canaliculatus
Nebrioporus canaliculatus är en skalbaggsart som först beskrevs av Lacordaire 1835.  Nebrioporus canaliculatus ingår i släktet Nebrioporus och familjen dykare. Arten är reproducerande i Sverige. Inga underarter finns listade i Catalogue of Life.

## Bildgalleri

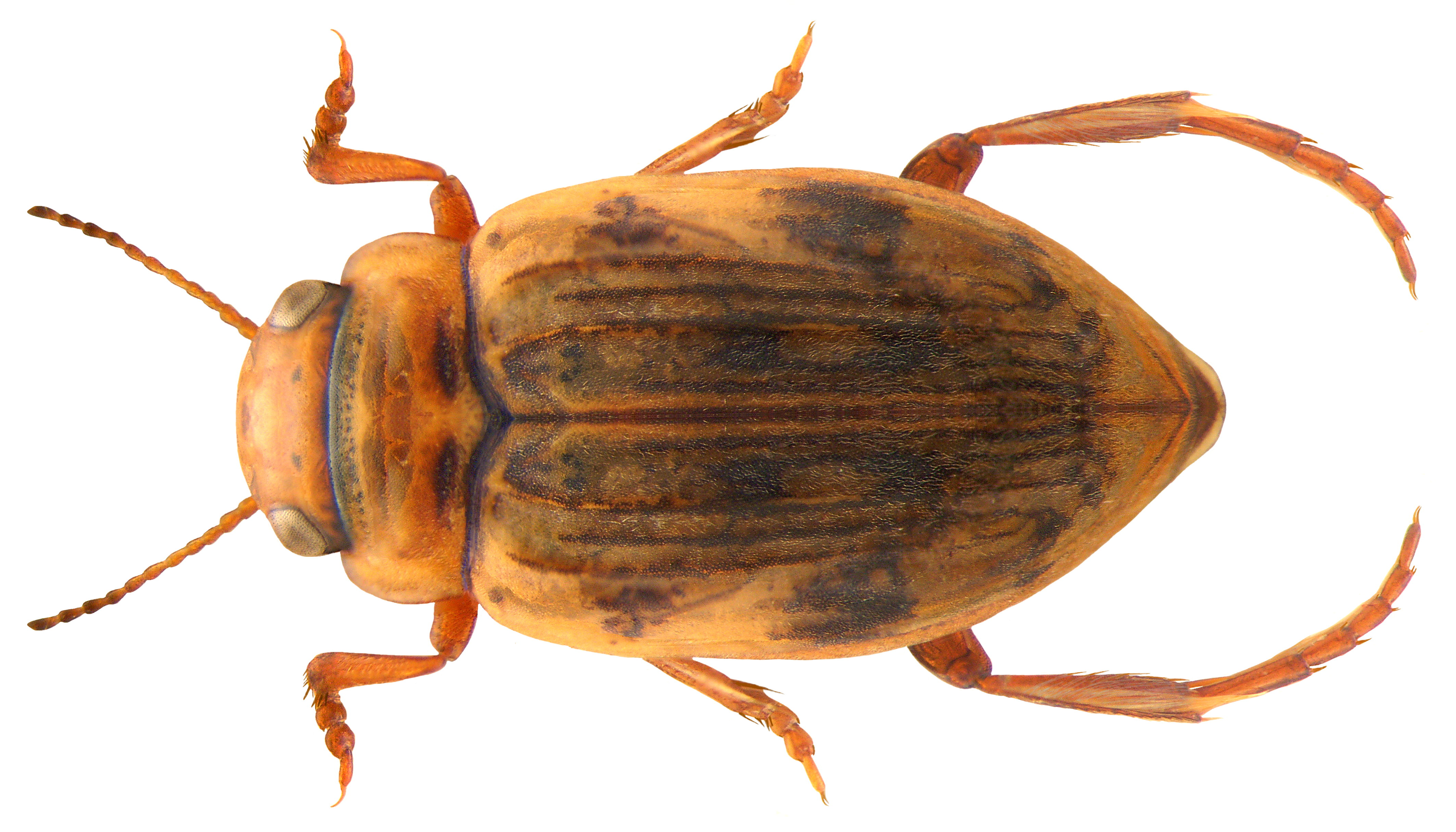